# 住田都史子
住田 都史子（すみだ としこ、1974年6月6日 - ）は、中部日本放送 (CBC) の元アナウンサー。

## 来歴
愛知県出身。大学卒業後、1997年にCBCへ入社。同期に同局アナウンサーの宮部和裕、加藤由香、元同局アナウンサーの青山高明、和田あいがいる。
CBC在籍時には渡辺美香・丹野みどりと共に、同局の女子アナユニット「Love Power Beauty」のメインボーカルを務めた。
2001年、CBCを退社。

## 担当番組

### テレビ番組
- 板東英二の輝け!新タレント名鑑
- ユーガッタ!CBC - キャスター（1999年4月 - 2000年9月）

### ラジオ番組
- 0時半です松坂屋ですカトレヤミュージックです
- easyM - 木曜・金曜パーソナリティ（1998年10月 - 1999年3月）
- CBCこども音楽コンクール[3]
- 多田しげおの気分爽快!!朝からP・O・N - アシスタント（2000年10月 - 2001年9月）